# Karma (cómic)
Karma (Xi'an Coy Mahn), es una superheroína de Marvel Comics, asociada con los X-Men. Creada por el escritor Chris Claremont y el artista Frank Miller, apareció por primera vez en Marvel Team-Up vol. 1 # 100, en diciembre de 1980. Es fundadora de los Nuevos Mutantes, y uno de los pocos personajes femeninos abiertamente homosexual de los cómics.

## Biografía ficticia

### Origen
Xi'an (que se pronuncia "Shan") Coy Mahn nació en las tierras altas centrales de Vietnam. Los orígenes de Xi'an tienen sus raíces en la tragedia. Su padre era un coronel en el ejército del sur de Vietnam, y se vio obligado a traer a su esposa y sus cuatro hijos en las misiones. Cuando el hermano gemelo de Xi'an, Tran, fue atacado por un soldado del Viet Cong, el poder de Xi'an surgió para protegerlo. Mientras que Tran fue rescatado de las garras de la guerra por su tío, el señor del crimen, el general Nguyen Ngoc Coy, el padre de Xi'an, fue asesinado a tiros durante la caída de Saigón. Xi'an se escapó en un pequeño y estrecho barco con cientos de personas, incluyendo a su madre y sus hermanos menores, Leong y Nga. El barco fue abordado por piratas tailandeses en el camino a Estados Unidos, Xi'an y su madre fueron violadas por los piratas y su madre murió poco después.
Karma llegó a Nueva York, en un programa para ayudar a los inmigrantes vietnamitas dirigidos por el sacerdote católico Padre Michael Bowen, quien ayudó a Xi'an a encontrar trabajo y un apartamento. Sin embargo, el General Coy insistió en usar sus poderes a su servicio, como Tran ya lo estaba haciendo, y secuestró a Leong y Nga cuando ella se negó. Karma "poseyó" psíquicamente a Spider-Man, que trató de recuperar a los niños de una fiesta de su tío, antes de que los Cuatro Fantásticos intervinieran. Con la ayuda técnica del Profesor X, Karma se enfrentó a su tío. Por desgracia, cuando lo cambatía psíquicamente, ella "absorbió" a su hermano dentro de su cabeza. Los poderes de Karma se duplicaron después de absorber a su hermano.

### Nuevos Mutantes
Reed Richards transfirió a Karma con el Profesor X, y ella se convirtió en su primer recluta para su nuevo equipo de jóvenes mutantes, los Nuevos Mutantes. Karma había estado trabajando un trabajo de tiempo completo para su sustento y el de sus hermanos, y por lo tanto, acordó en trabajar como secretaria de Xavier para ayudarle a dirigir la escuela a cambio de un sueldo generoso.
Karma fue el líder de campo de los Nuevos Mutantes. Más tarde, el equipo cree ella muere cuando ella se separó del grupo después de una pelea contra Viper y el samurái de Plata. En su lugar, otro mutante telépata, Amahl Farouk, el Rey Sombra, cuyo cuerpo físico fue asesinado en una batalla contra el Profesor X en el plano astral, tomó Karma como un cuerpo anfitrión. Poseída por Farouk, realizó actividades delictivas. Compitió en una arena de Gladiadores.
Poseída por el Rey Sombra, ella tomó el control temporal de la mente de Tormenta y la mayoría de los Nuevos Mutantes. Sin embargo, la mente del Rey Sombra, huyó del cuerpo de Karma, y ella lo derrotó en el combate psíquico. Finalmente fue rescatada por los Nuevos Mutantes otros, pero un efecto secundario de la posesión, la había dejado obesa.
Debido a su derrota anterior a manos de los X-Men, el asgardiano Dios Loki, envía a la Enchantress para secuestrar a los X-Men. Karma termina en un desierto, donde se resigna a morir. Sin embargo, ella se tropezó con un niño huyendo de un monstruo nativo de la tierra baldía. Karma decide auxiliarlo. Usando sus poderes para aturdir a los animales salvajes para comer, Karma ofrece suficiente para que los dos sobrevivan. Cuando Karma es rescatada por sus amigos, había perdido todo su sobrepeso, y el misterioso niño desapareció. Cuando el equipo rechazó la oferta para permanecer en Asgard, Loki los devolvió a la Tierra. Después, ella y sus compañeros, fueron trasladados brevemente a la Academia de Massachusetts, y se unió a los Hellions de Emma Frost. Más tarde, regresó al equipo.
Durante la "Masacre Mutante", los temores de Karma para la seguridad de sus hermanos, surgieron. Leong y Nga desaparecieron y el apartamento de Karma fue bombardeada misteriosamente. Magneto, actual líder de los Nuevos Mutantes, fue incapaz de localizar los niños desaparecidos. Creyendo que debe ser más proactivo en la búsqueda de sus hermanos secuestrados, Karma dejó a los Nuevos Mutantes para volver al servicio del general Coy, para encontrar a sus hermanos desaparecidos.

### La búsqueda de sus hermanos
Karma aceptó a regañadientes el trabajo de su tío, el general Nguyen Coy, en Madripoor a cambio de ayudarla en la localización de sus hermanos. En Madripoor, ayudó frecuentemente al x-man Wolverine. Ella salvó a Wolverine y Tiger Tyger de Roughouse y Bloodscream. El General Coy engañó a Karma a lo largo de varios meses con la promesa de encontrar a los niños, pero finalmente, ella lo dejó por su falta de escrúpulos.
Karma continuó su búsqueda de forma independiente, y como se vio después, los niños habían sido secuestrados por Shinobi Shaw y vendidos a Viper y a Espiral, con la intención de enviar a los niños a través del "Body Shop". Con la ayuda de Bala de Cañón y Bestia, Karma finalmente localizó y liberó a Leong y Nga, mientras que descubrió que la esencia de su hermano todavía estaba viva, aunque latente, dentro de ella.
Pronto se traslada a Chicago con Leong y Nga, y tomó un trabajo como bibliotecario de la Universidad de Chicago, mientras asistía a clases. Allí, se encontró con Kitty Pryde y la ayudó en su misión contra el grupo de odio anti-mutante, Pureza. Alrededor de este tiempo que se declaró públicamente como lesbiana y le confesó su amor eterno a Kitty. De acuerdo a Xi'an, trató de hablar con Kitty acerca de sus sentimientos, pero desistió cuando sintió que Kitty no podía corresponderle nunca.

### Docente en el Instituto Xavier
Meses después, Danielle Moonstar, otra ex-Nuevo Mutante, se introdujo en la Universidad de Chicago, mientras trataba de reclutar a Prodigy en el renombrado Instituto Xavier. En última instancia, Karma decidió regresar a Xavier, donde se desempeñó como bibliotecaria y mentora de los estudiantes de menos de quince años de edad. Ella fue elegida específicamente como mentora del estudiante más joven, Anole. 
Cuando Wolfsbane dejó el Instituto Xavier debido a un romance con un estudiante más joven, su posición como asesora del equipo Paragones fue retomada por Karma. A la muerte (temporal) de Northstar, Karma también se convirtió en el asesora de su equipo, el Escuadrón Alpha. Magma finalmente se hizo cargo de los Paragones.
Karma retuvo sus poderes después del Día M. La población de la escuela se redujo drásticamente y el sistema de selección fue suprimido. Ella continuó residiendo en el Instituto Xavier, a pesar de que no era parte de un equipo de X-Men. 
Ella estuvo presente cuando Apocalipsis regresó y trató de detener a algunos de los 198 de la aceptación de su oferta de reunirse con él.

### Reencuentro de los Nuevos Mutantes
Karma se traslada a San Francisco, junto con todos los otros X-Men. Ella entrena con Emma Frost en el uso de sus poderes, solo para decepcionar a Emma, quien afirma que el Karma tiene una de las mayores habilidades mutantes en el mundo, pero está perdiendo su filo y no puede controlar sus emociones.
Más tarde, cuando Pixie aparece brutalmente golpeada por un grupo humanos conocida como el Culto del Fuego Infernal, Karma trabaja con los X-Men como carnada para atraerlos a una trampa.
Después de recibir una denuncia anónima en Colorado acerca de un joven mutante que pone en peligro una ciudad pequeña, Dani y Xi'an son enviados a investigar y calmar a los lugareños. Durante su misión, Magik reaparece de nuevo en la base de los X-Men en San Francisco. A su regreso, le informa a Sam y Sunspot que Xi'an y Dani están en problemas. Sam reúne a los viejos Nuevos Mutantes para rescatarlas.
Más tarde, Karma es enviada junto con sus compañeros de equipo para combatir a Cameron Hodge. Durante la batalla, Karma intenta tomar el control psiónico de Hodge, pero él resulta inmune a sus poderes y le hiere la pierna con proyectiles de su metal. Hodge es derrotado, pero como consecuencia de sus heridas, la pierna izquierda de Karma es amputada por encima de la rodilla. A continuación, recibe una nueva pierna protésica cortesía de Madison Jeffries.

### Cisma
Después del cisma entre los X-Men, Karma opta por seguir a Wolverine a la nueva "Escuela Jean Grey para jóvenes superdotados".

## Poderes
Karma es una mutante con la capacidad psíquica de tomar el control mental de otras personas. Karma también posee habilidades telepáticas en escala menor. Karma también es una extraordinaria combatiente mano a mano.

## Otras versiones

### Era de Apocalipsis
Karma trabaja como asistente de Arcángel, en su club nocturno Heaven.

### Dinastía de M
Karma funge como profesora del Instituto Xavier.

### Ultimate Karma
Karma trabaja como agente de S.H.I.E.L.D.

## En otros medios

### Televisión
- Karma hizo un cameo dentro de la serie animada X-Men.

### Cine
- El nombre de Karma aparece en la lista de mutantes de William Stryker, que roba Mystique en la cinta X-Men 2.[21]